# Cethosia aruensis
Cethosia aruensis är en fjärilsart som beskrevs av Talbot 1932. Cethosia aruensis ingår i släktet Cethosia och familjen praktfjärilar. Inga underarter finns listade i Catalogue of Life.